# Мстислав Всеволодович
Мстислав Всеволодович (Всеволодкович) (ум. после 1183) — князь Городненский с 1170 года, сын городненского князя Всеволодко и Агафии Владимировны, дочери Владимира Мономаха.

## Биография
Мстислав был младшим из трёх сыновей городненского князя Всеволодко от брака с Агафией Владимировной, дочерью Владимира Мономаха. Вероятно, что именно Мстислав вместе со старшим братом Глебом имеются в виду в 1167 году, когда после смерти киевского князя Ростислава Мстиславича волынский князь Мстислав Изяславич, претендовавший на киевский стол, обратился к «Всеволодковичам» с призывом о помощи. В 1168 году Мстислав участвовал в походе ставшего к тому моменту киевским князем Мстислава в походе против половцев.
В начале 1170 года Мстислав Изяславич обратился к «Всеволодковичам» с призывом помочь отбить Киев у Глеба Юрьевича, посаженного там его братом, владимирским князем Андреем Юрьевичем Боголюбским, захватившим Киев. Но после того как Мстислав Изяславич захватил Киев в феврале-марте 1170 года, он заключил ряд только с одним Всеволодовичем — с Мстиславом. Вероятно, что к тому времени Глеб уже умер, после чего Мстислав унаследовал Городненский удел. По предположению А. В. Назаренко, Мстиславу помешала отправиться помогать Мстиславу Изяславичу болезнь брата, закончившаяся смертью.
В 1183 году Мстислав участвовал в общерусском походе на половцев.
Неизвестно, был ли Мстислав женат и были ли у него дети. В 1173 году смоленские Ростиславичи отказались признать старшинство Андрея Боголюбского, захватив Киев. В ответ Боголюбский обратился с призывом к различным князьям, в числе которых упоминаются и князья городненские. Вероятно, к тому моменту кроме Мстислава в Городненском княжестве был как минимум ещё один взрослый представитель рода, но неясно, чьим он был сыном.

## В «Слове о полку Игореве»
А ты, храбрый Роман, и Мстислав! Храбрые замыслы влекут ваш ум на подвиг. Высоко летишь ты на подвиг в отваге, точно сокол, на ветрах паря, стремясь птицу в дерзости одолеть. Ведь у ваших воинов железные паворзи под шлемами латинскими. Потому и дрогнула земля, и многие народы - хинова, литва, ятвяги, деремела и половцы - копья свои побросали и головы свои склонили под те мечи булатные.